# Civelli de Bosch
Civelli de Bosch et Cie war ein französischer Hersteller von Automobilen.

## Unternehmensgeschichte
Das Unternehmen aus Paris begann 1906 mit der Produktion von Automobilen. Der Markenname lautete Civelli de Bosch. 1909 endete die Produktion.

## Fahrzeuge
Das erste Modell war der 8/10 CV, der 1906 auf dem Pariser Automobilsalon präsentiert wurde. Das Fahrzeug verfügte über einen Zweizylindermotor. 1907 folgten der 16/25 CV mit Vierzylindermotor und 40/50 CV mit Sechszylindermotor. Alle Fahrzeuge verfügten über Kardanantrieb.